# Horacio Pagani
Horacio Raul Pagani (Casilda, 10 novembre 1955) è un imprenditore argentino con cittadinanza italiana, fondatore e chief designer di Pagani Automobili.

## Biografia
Horacio Pagani nasce il 10 novembre 1955 a Casilda, Santa Fe, nel cuore della Pampa in Argentina. La sua famiglia ha origini italiane; il suo bisnonno era infatti originario di Appiano Gentile e alla fine del 1800 si trasferì in Argentina, precisamente nella città di Casilda (a 400 chilometri di distanza da Buenos Aires) dove aprì un forno. Suo figlio Pietro e i suoi nipoti Adelmo, Juan Carlos e Mario (il padre di Horacio) seguiranno l’impresa familiare, la “Panadería Pagani”, che all’epoca della nascita di Horacio era la più conosciuta della città.
Fin dagli anni ’60 Horacio coltiva il suo interesse per le automobili, grazie alla lettura di riviste quali Automundo con cui scopre le case automobilistiche europee e in particolare quelle italiane. Durante gli anni della scuola media inizia a realizzare modellini in balsa e a sperimentare l'uso di vari materiali, come lamiere in acciaio e alluminio, plastica e fibra di vetro. Applica queste conoscenze acquisite per il restauro di motociclette, realizzando la sua prima mini-moto e anche un buggy sulla base di uno chassis e del motore di una vecchia Renault Dauphine.
Dopo la scuola media, nel 1974 si iscrive all'Università di La Plata (nel sud di Buenos Aires), per studiare Disegno industriale per poi intraprendere nel 1975 gli studi di Ingegneria meccanica all’Università di Rosario. Abbandona gli studi e torna a Casilda dove apre un'officina nella periferia del paese.
Gli anni ‘70 vedono crescere l'interesse della popolazione argentina verso la Formula 2 e Horacio, con l’aiuto di alcuni amici, decide di realizzare una monoposto F2 per gareggiare nel campionato ufficiale. Il progetto è molto complesso e dura due anni ma consente al giovane di concretizzare e potenziare le sue conoscenze tecniche automobilistiche, dalla cinematica delle sospensioni all'aerodinamica. Horacio decide di coinvolgere la Renault I.K.A. per la sponsorizzazione di un motore per la vettura; dopo numerose richieste, riesce ad organizzare un incontro con la Commissione Renault I.K.A. che gestiva la sponsorizzazione delle auto da corsa, e presenta il suo veicolo. La monoposto ottiene l'interesse della casa, che decide di fornire due motori.
Nel 1979 la monoposto partecipa al campionato F2, guidata dal pilota Agustín Beamonte, campione dell’anno precedente. In quell'anno conosce Oreste Berta e Juan Manuel Fangio, conoscenze che permetteranno a Horacio di crescere professionalmente. Nel 1982 Horacio parte per l'Italia insieme a Cristina Pérez, che sposerà di lì a poco. Accetta dapprima lavori più umili fino a quando l’ingegner Alfieri lo chiama per occupare una posizione in Lamborghini, dove inizia come operaio di terzo livello nel reparto di carrozzeria sperimentale.
In poco tempo partecipa a progetti sempre più importanti, tra cui la Lamborghini LM, Countach e Jalpa. Nel 1985, su iniziativa di Horacio, l’azienda crea la Divisione Compositi, e viene promosso a responsabile. Questo gli permette di ampliare la sua conoscenza dei materiali compositi avanzati a base di fibra di carbonio e kevlar. Gli viene commissionato il progetto della Countach 25º Anniversario, riscontrando un buon successo. Horacio inizia a proporre la realizzazione di un’auto completamente in materiale composito, ma Lamborghini declina. Horacio decide quindi di cominciare a mettersi in proprio, affittando un capannone industriale a Sant'Agata Bolognese e fondando la società Horacio Pagani Composite Research con il fine di proseguire, dopo il lavoro in fabbrica, la sua ricerca sui nuovi materiali. Nonostante si trattasse di una tecnologia ancora sperimentale, Horacio intensifica gli studi e le analisi sulla fibra di carbonio assieme alla chimica di resine e vernici. Dopo un anno di esperimenti porta in Lamborghini alcuni componenti in carbonio della Lamborghini Diablo.
I rifiuti dell'azienda nei confronti dei materiali compositi convince Horacio a fondare la Modena Design S.p.A.; dopo aver acquistato un terreno nell’area industriale La Graziosa a San Cesario sul Panaro, comincia a costruire quella che diventerà la sua prima sede. Nel capannone della Modena Design, a partire dal 1993, Pagani inizia lo sviluppo del Progetto C8 con l'intento di presentarlo al pubblico con il nome Fangio F1, in onore dell’amico. Juan Manuel Fangio tuttavia muore nel luglio del 1995 e Horacio decide quindi di utilizzare, per il lancio della vettura avvenuto nel 1998 e presentata l'anno successivo al Salone di Ginevra, il nome Zonda, un vento torrido delle Ande argentine. La produzione della Pagani si concentra nelle supercar, presentando nel 2011 il modello Huayra e nel 2022 Utopia. Nel 2023 Pagani raggiunge i 25 anni di attività.